# Logika modalna
Logika modalna – teoria logiczna, która bada pojęcia możliwości, konieczności i ich wariantów. Niekiedy termin „logika modalna” rozumie się szerzej, włączając w jego obręb logiki epistemiczne, logiki temporalne, logiki deontyczne i logiki programów – niniejszy artykuł omawia jedynie logiki modalne w sensie wąskim (logiki modalne aletyczne) na przykładzie systemu S5.

## Własności
Logika modalna, obok klasycznych spójników logicznych, posiada funktory modalne. Funktor modalny jest to funkcja, która przypisuje wartości logiczne termom boolowskim, które same mogą zawierać funktory modalne. Cechą charakterystyczną funktorów modalnych jest fakt, że nie są ekstensjonalne, czyli funktor może przyporządkowywać inną wartość dwóm równoważnym zdaniom. W logice klasycznej istnieją tylko cztery ekstensjonalne jednoargumentowe funktory: identyczność, negacja, funktor zwracający prawdę dla wszystkich termów i funktor fałszu dla wszystkich termów. Natomiast w logice modalnej można np. zdefiniować nieekstensjonalny funktor {\displaystyle \Box X,} gdzie {\displaystyle \Box (A\land B)} jest prawdą, ale {\displaystyle \Box (B\land A)} jest fałszem.
Logikę modalną można sobie wyobrazić jako mówiącą o „wielu światach”. Zdania z funktorem konieczności zachodzą we wszystkich światach, a zdania z funktorem możliwości – przynajmniej w jednym świecie. Zdania niepoprzedzone funktorem traktujemy jako zdania klasycznej logiki, nienależące do żadnego świata i będące swego rodzaju metajęzykiem.

## Rys historyczno-techniczny
Logika modalna uprawiana była już przez Arystotelesa, a także przez szkołę dialektyków (Diodora Kronosa i Filona z Megary). 
Arystotelejska sylogistyka zdań modalnych, bardzo rozwinięta w logice średniowiecznej, była bardzo zbliżona do sylogistyki zdań asertorycznych, z tą różnicą, że przynajmniej jedna przesłanka każdego sylogizmu musiała być zdaniem modalnym, tj. problematycznym (zawierającym funktor możliwości) lub apodyktycznym (zawierającym funktor konieczności). Ze względu na to, jakimi zdaniami były przesłanki, sylogizmy modalne podzielone były odpowiednio na osiem grup. Tak jak w sylogistyce zdań asertorycznych, sylogizmy dzieliły się na tryby i figury. Nie każdemu poprawnemu modalnemu trybowi sylogistycznemu odpowiadał jednak poprawny asertoryczny tryb sylogistyczny. Ponadto sylogistyka modalna była systemem niedokończonym.
Współczesną postacią logiki modalnej jest modalny rachunek zdań. Cechą charakterystyczną modalnych rachunków zdań jest występowanie w nich funktora możliwości, oznaczanego {\displaystyle \Diamond } i funktora konieczności, oznaczanego przez {\displaystyle \Box .} Twórcą pierwszych systemów modalnego rachunku zdań (nazwanych później S1 i S2) jest C.I. Lewis. Następnie powstało jeszcze kilka innych systemów – Lewisa (S3, S4, S5), Kripkego (K), Feyesa (T), von Wrighta (M). Intencją Lewisa było stworzenie takiej logiki, która lepiej niż implikacja materialna w klasycznym rachunku zdań oddawałaby implikację występującą w języku naturalnym. Lewis nie uświadamiał sobie jeszcze w pełni różnicy między wynikaniem a implikacją ścisłą, współcześnie jednak logiki Lewisa interpretuje się powszechnie jako logiki zdań modalnych, na których gruncie właśnie implikację ścisłą zdefiniować można następująco:
{\displaystyle p\to q=_{df}\neg \diamond (p\land \neg q)}
Obecnie systemy rachunku modalnego tworzy się przede wszystkim ze względu na badanie pojęć modalnych, nie ze względu na poszukiwanie bardziej właściwego ujęcia pojęcia implikacji. Występujące w nich funktory modalne są funktorami zdaniowymi, co jest główną różnicą między rachunkiem modalnym a sylogistyką modalną – w sylogistyce modalnej występowały one wewnątrz zdań, mówiła więc ona o konieczności/możliwości przysługiwania przedmiotom cech (modalność de re), nie o konieczności/możliwości zachodzenia stanów rzeczy (modalność de dicto).

## System S5
System S5 należy do najszerzej znanych i najprostszych systemów modalnego rachunku zdań. Występujące w nim funktory zdaniotwórcze możliwości i konieczności, odróżniające go od klasycznego rachunku zdań, można rozumieć intuicyjnie odwołując się do Leibnizowskiej koncepcji światów możliwych: zdanie konieczne jest prawdziwe we wszystkich możliwych światach, zdanie możliwe jest prawdziwe w niektórych możliwych światach. Funktory możliwości i konieczności są przy tym wzajemnie definiowalne w następujący sposób: {\displaystyle \diamond X\leftrightarrow \lnot \square \lnot X} i {\displaystyle \square X\leftrightarrow \lnot \diamond \lnot X,} gdzie X jest formułą zdaniową.

### Język
Słownik języka logiki modalnej systemu S5 jest językiem klasycznego rachunku zdań (w pewnej stylizacji) rozszerzonym o nieekstensjonalne funktory zdaniotwórcze możliwości i konieczności. W całości składają się na niego następujące elementy:
1. zmienne zdaniowe w ilości nieograniczonej, oznaczane przez p, q, r, s...
2. stałe logiczne stanowią funktory zdaniotwórcze:
zeroargumentowe: {\displaystyle \top ,\bot } – stała verum i stała falsum
jednoargumentowe: {\displaystyle \neg ,\Diamond ,\Box } – spójniki negacji, możliwości i konieczności
dwuargumentowe: {\displaystyle \land ,\lor ,\to ,\leftrightarrow } – spójniki koniunkcji, alternatywy, implikacji i równoważności

Do zbioru formuł zdaniowych należą natomiast:
1. wszystkie zmienne zdaniowe,
2. wyrażenia {\displaystyle \top ,\bot ,}
3. wyrażenia {\displaystyle \neg X,\Box X,\Diamond X,} gdzie X jest formułą zdaniową,
4. wyrażenia {\displaystyle X\land Y,X\lor Y,X\to Y,X\leftrightarrow Y,} gdzie X i Y są formułami zdaniowymi
5. wyrażenia powstające przez zastosowanie reguł 3 i 4 w skończonej liczbie kroków.

### Aksjomatyka
Na gruncie systemu S5 przyjmuje się następujące aksjomaty i definicje (uzupełniające aksjomatykę KRZ):
1. {\displaystyle \Box X\to X}
2. {\displaystyle \Diamond X\to \Box \Diamond X}
3. {\displaystyle \Box (X\to Y)\to (\Box X\to \Box Y)}
4. Definicja możliwości: {\displaystyle \Diamond X\leftrightarrow \neg \Box \neg X}

Na gruncie S5 przyjmuje się następujące reguły dowodzenia:
1.
| {\displaystyle X}      |
|                        |
| {\displaystyle \Box X} |
2.
| {\displaystyle X\to Y,X} |
|                          |
| {\displaystyle Y}        |

### Wybrane tezy
1. {\displaystyle \Box X\to X} – jeśli X jest konieczne, to X zachodzi rzeczywiście.
2. {\displaystyle \Diamond X\to \Box \Diamond X} – jeśli X jest możliwe, to jest konieczne, że X jest możliwe.
3. {\displaystyle \Box (X\to Y)\to (\Box X\to \Box Y)} – prawo rozdzielności konieczności względem implikacji mówi, że jeśli konieczna jest zarazem implikacja i jej poprzednik, konieczny jest też jej następnik.
4. {\displaystyle \Box (X\land Y)\to (\Box X\land \Box Y)} – prawo rozdzielności konieczności względem koniunkcji.
5. {\displaystyle X\to \Diamond X} – teza ta mówi, że co jest prawdziwe, jest zarazem możliwe.
6. {\displaystyle \Box X\to \Diamond X} – co jest konieczne, jest też możliwe.
7. {\displaystyle X\to \Box \Diamond X} – jeśli zachodzi X, to jest konieczne, że X jest możliwe
8. {\displaystyle \Diamond \Box X\to X} – co może być konieczne, zachodzi rzeczywiście.
9. {\displaystyle \Box X\to \Box \Box X} – jeśli coś jest konieczne, to jest konieczne, że jest to konieczne.
10. {\displaystyle \Diamond \Diamond X\to \Diamond X} – jeśli jest możliwe, że coś jest możliwe, to jest to możliwe.